# Kiril Ivkov
Kiril Ivkov, född 21 juni 1946 i Pernik i regionen Pernik, död 24 maj 2025, var en bulgarisk fotbollsspelare.
Ivkov blev olympisk silvermedaljör i fotboll vid sommarspelen 1968 i Mexico City.